# Primera B Nacional 2014
La Primera B Nacional 2014, nota anche come Torneo de Transición Primera B Nacional 2014, è stata la 29ª edizione del campionato argentino di calcio di seconda divisione. È iniziata il 9 agosto 2014 ed è terminata il 19 dicembre 2014.
In vista dell'allargamento del massimo torneo argentino a 30 squadre a partire dal 2015, vi sono state dieci promozioni e nessuna retrocessione. Le dieci compagini promosse verranno rimpiazzate da 3 club provenienti dalla Primera B Metropolitana e da 7 provenienti dal Torneo Federal A.

## Formato del torneo
Le 22 squadre vengono divise per sorteggio in due gironi da 11, con ogni squadra che affronta due volte ciascuna delle altre per un totale di 22 giornate. Le prime cinque di ciascun girone vengono promosse in Primera División, mentre non sono previste retrocessioni.

## Squadre partecipanti
Le nuove compagini che prendono parte al torneo sono Nueva Chicago e Temperley, promosse dalla Primera B Metropolitana, Santamarina e Guaraní Antonio Franco, promosse dal Torneo Argentino A, oltre a All Boys, Argentinos Juniors e Colón, retrocesse dalla Primera División.
| Club                    | Città                 | Stadio                             |
| ----------------------- | --------------------- | ---------------------------------- |
| Aldosivi                | Mar del Plata         | José María Minella                 |
| All Boys                | Buenos Aires          | Islas Malvinas                     |
| Argentinos Juniors      | Buenos Aires          | Diego Armando Maradona             |
| Atl. Tucumán            | San Miguel de Tucumán | Monumental José Fierro             |
| Boca Unidos             | Corrientes            | José Antonio Romero Feris          |
| Colón (SF)              | Santa Fe              | Brigadier General Estanislao López |
| Crucero (M)             | Posadas               | Comandante Andrés Guacurarí        |
| Douglas Haig            | Pergamino             | Miguel Morales                     |
| Ferro Carril Oeste      | Buenos Aires          | Arquitecto Ricardo Etcheverry      |
| Gimnasia (J)            | San Salvador de Jujuy | 23 de Agosto                       |
| Guaraní A.F.            | Posadas               | Clemente Fernandez de Oliveira     |
| Huracán                 | Buenos Aires          | Tomás Adolfo Ducó                  |
| Independiente Rivadavia | Mendoza               | Bautista Gargantini                |
| Instituto (C)           | Córdoba               | Presidente Perón                   |
| Nueva Chicago           | Buenos Aires          | Nueva Chicago                      |
| Patronato               | Paraná                | Presbítero Bartolomé Grella        |
| San Martín (SJ)         | San Juan              | Ingeniero Hilario Sánchez          |
| Santamarina             | Tandil                | Municipal Gral. San Martín         |
| Sarmiento (J)           | Junín                 | Eva Perón                          |
| Sp. Belgrano (SF)       | San Francisco         | Oscar Boero                        |
| Temperley               | Córdoba               | Alfredo Beranger                   |
| Unión (SF)              | Santa Fe              | 15 de Abril                        |

## Zona A

### Classifica
Aggiornata al 20 dicembre 2014.
|  | Pos. | Squadra            | Pt | G  | V | N | P  | GF | GS | DR  |
|  | ---- | ------------------ | -- | -- | - | - | -- | -- | -- | --- |
|  | 1.   | Colón (SF)         | 31 | 20 | 8 | 7 | 5  | 25 | 15 | +10 |
|  | 2.   | San Martín (SJ)    | 31 | 20 | 9 | 4 | 7  | 21 | 12 | +9  |
|  | 3.   | Argentinos Juniors | 31 | 20 | 9 | 4 | 7  | 17 | 14 | +3  |
|  | 4.   | Nueva Chicago      | 30 | 20 | 7 | 9 | 4  | 20 | 16 | +4  |
|  | 5.   | Aldosivi           | 30 | 20 | 8 | 6 | 6  | 21 | 18 | +3  |
|  | 6.   | Gimnasia (J)       | 30 | 20 | 7 | 9 | 4  | 19 | 16 | +3  |
|  | 7.   | Boca Unidos        | 27 | 20 | 7 | 6 | 7  | 18 | 20 | -2  |
|  | 8.   | Instituto (C)      | 25 | 20 | 6 | 7 | 7  | 23 | 27 | -4  |
|  | 9.   | Douglas Haig       | 25 | 20 | 6 | 7 | 7  | 16 | 21 | -5  |
|  | 10.  | Guaraní A.F.       | 18 | 20 | 4 | 6 | 10 | 16 | 27 | -11 |
|  | 11.  | Ferro Carril Oeste | 16 | 20 | 3 | 7 | 10 | 11 | 21 | -10 |

Legenda:

      Promosse in Primera División 2015.
Note:

Tre punti a vittoria, uno a pareggio, zero a sconfitta.

### Triangolare di spareggio promozione
Classifica
| Squadra       | P.ti | V | N | P | GF | GS | DR |
| ------------- | ---- | - | - | - | -- | -- | -- |
| Aldosivi      | 4    | 1 | 1 | 0 | 1  | 0  | +1 |
| Nueva Chicago | 4    | 1 | 1 | 0 | 1  | 0  | +1 |
| Gimnasia (J)  | 0    | 0 | 0 | 2 | 0  | 2  | -2 |

## Zona B

### Classifica
Aggiornata al 14 dicembre 2014.
|  | Pos. | Squadra                 | Pt | G  | V  | N | P  | GF | GS | DR  |
|  | ---- | ----------------------- | -- | -- | -- | - | -- | -- | -- | --- |
|  | 1.   | Unión (SF)              | 41 | 20 | 12 | 5 | 3  | 33 | 16 | +17 |
|  | 2.   | Crucero (M)             | 33 | 20 | 10 | 3 | 7  | 22 | 14 | +8  |
|  | 3.   | Temperley               | 32 | 20 | 10 | 2 | 8  | 22 | 26 | -4  |
|  | 4.   | Sarmiento (J)           | 30 | 20 | 7  | 9 | 4  | 22 | 17 | +5  |
|  | 5.   | Huracán                 | 29 | 20 | 8  | 5 | 7  | 26 | 21 | +5  |
|  | 6.   | Atl. Tucumán            | 29 | 20 | 8  | 5 | 7  | 27 | 21 | +6  |
|  | 7.   | Santamarina             | 24 | 20 | 6  | 6 | 8  | 21 | 27 | -6  |
|  | 8.   | Patronato               | 22 | 20 | 5  | 7 | 8  | 15 | 18 | -3  |
|  | 9.   | Independiente Rivadavia | 22 | 20 | 6  | 4 | 10 | 16 | 22 | -6  |
|  | 10.  | All Boys                | 22 | 20 | 5  | 7 | 8  | 11 | 20 | -9  |
|  | 11.  | Sp. Belgrano (SF)       | 17 | 20 | 4  | 5 | 11 | 18 | 31 | -13 |

Legenda:

      Promosse in Primera División 2015.
      Ammessa alla Coppa Libertadores 2015
Note:

Tre punti a vittoria, uno a pareggio, zero a sconfitta.

### Spareggio promozione
| Squadra 1 | Risultato   | Squadra 2    |
| --------- | ----------- | ------------ |
| Huracán   | 4 – 1 (dts) | Atl. Tucumán |